# Annette Frances Braun
Annette Frances Braun (ur. 1884 w Cincinnati, zm. 1978 tamże) – amerykańska lepidopterolożka.

## Życiorys
Pochodziła z rodziny przyrodników ze wschodniego Kentucky. Uzyskała stopień doktora w 1911 roku na Uniwersytecie w Cincinnati na podstawie pracy Observations on the development of color in the pupal wings of several species of Lithocolletis; była pierwszą kobietą, która uzyskała stopień doktora na tej uczelni (drugą była jej siostra, Emma Lucy Braun w 1914 roku). Była wiceprezesem Entomological Society of America w 1926 roku. Mieszkała w Cincinnati z siostrą; pierwsze piętro domu oraz podwórze służyły im jako laboratorium-pracownia do badania owadów i roślin. Nigdy nie wyszła za mąż, podobnie jak jej siostra, z którą dokonywała licznych ekspedycji botanicznych. Ich badania służyły za wiarygodne źródło m.in. Departamentowi Rolnictwa Stanów Zjednoczonych. Została pochowana obok swojej siostry na cmentarzu-arboretum Spring Grove Cemetery w Cincinnati.

## Dorobek naukowy

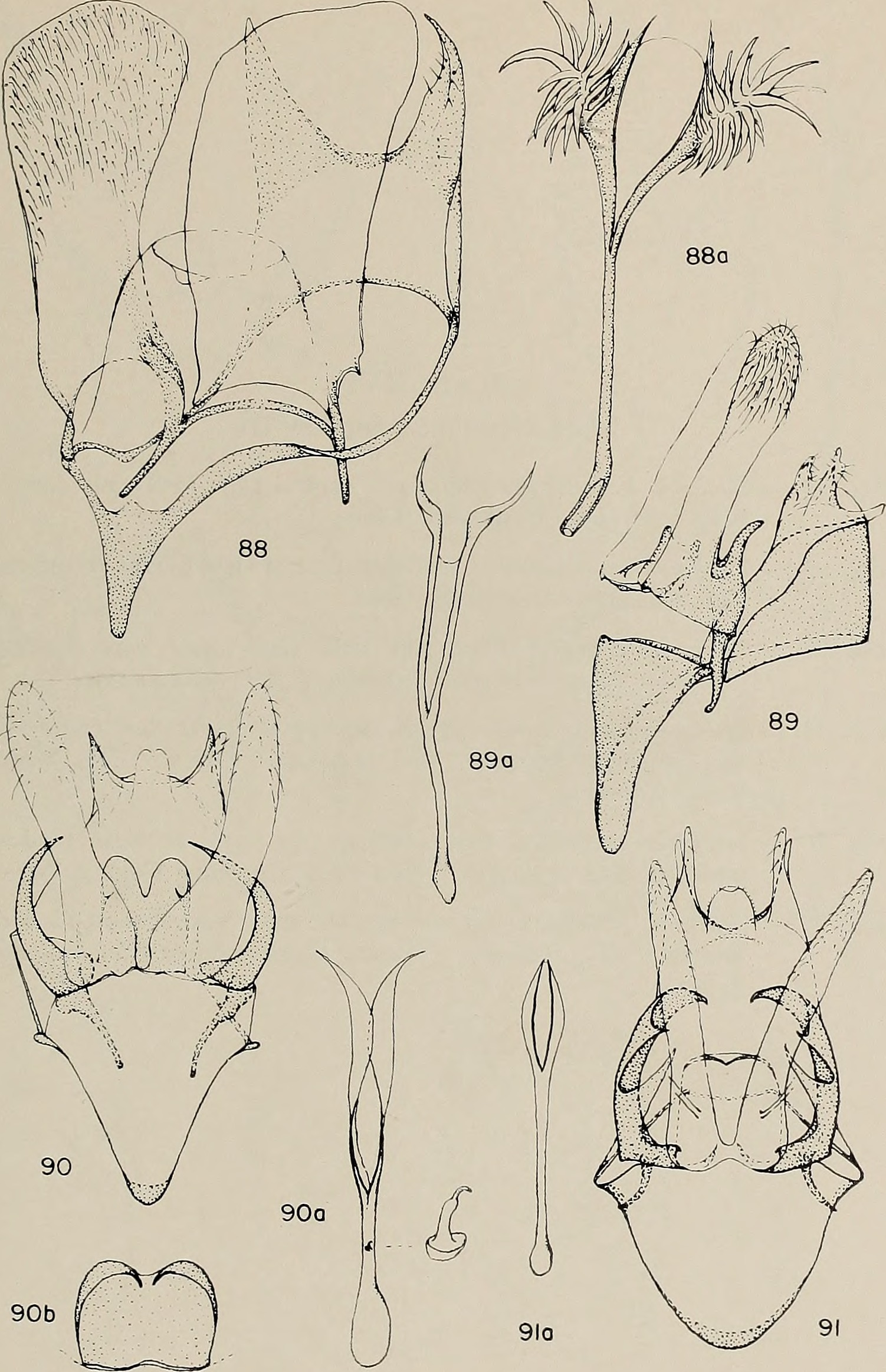
Rysunki męskich genitaliów motyli, 15. tablica z monografii rodziny Tischeriidae autorstwa A. F. Braun (1972)

Opisała co najmniej 335 gatunków motyli (zob. lista taksonów opisanych przez A. F. Braun), głównie z rodzajów: Tischeria i  Bucculatrix (czuprzyk); była autorytetem o znaczeniu międzynarodowym w zakresie molowców (Microlepidoptera). Wykonywała wartościowe ilustracje w oparciu jedynie o ręczną lupę i stary mikroskop. Zebrała 30 000 okazów molowców. Wykazano 73 publikacje wyłącznie jej autorstwa od 1908 do 1972 roku.

### Publikacje książkowe
- Revision of the North American species of the genus Lithocolletis Hübner (1908)[7]
- Observations on the development of color in the pupal wings of several species of Lithocolletis (rozprawa doktorska, 1911)[4]
- Evolution of the color pattern in the microlepidopterous genus Lithocolletis (1914)[7]
- Nepticulidae of North America (1917)[7]
- Observation on the pupal wings of Nepticula, with comparative notes on other genera (1917?)[7]
- Elachistidae of North America (Microlepidoptera) (1948)[8]
- The genus Bucculatrix in America north of Mexico (Microlepidoptera) (1963)[9]
- Tischeriidae of America North of Mexico (Microlepidoptera) (1972)[10]